# Białka Lelowska
Białka Lelowska este o arie protejată (sit de importanță comunitară — SCI) din Polonia întinsă pe o suprafață de 7,23 ha, integral pe uscat.

## Localizare
Centrul sitului Białka Lelowska este situat la coordonatele 50°42′56″N 19°40′36″E / 50.7155°N 19.6767°E.

## Înființare
Situl Białka Lelowska a fost declarat sit de importanță comunitară în octombrie 2009 pentru a proteja 4 specii de animale.

## Biodiversitate
Situată în ecoregiunea continentală, aria protejată nu include niciun habitat protejat.
La baza desemnării sitului se află mai multe specii protejate:
- mamifere (2): castor (Castor fiber), vidră de râu (Lutra lutra)
- pești (2): zglăvoacă (Cottus gobio), cicar (Lampetra planeri)